# 全国高等学校ア式蹴球大会
全国高等学校ア式蹴球大会（ぜんこくこうとうがっこうあしきしゅうきゅうたいかい）は、1923年から1948年まで開催された旧制高等学校によるサッカーの全国大会。太平洋戦争による中止などを挟みながら、学制改革により新制大学が発足する1948年までの25年間にわたり開催された。大会が消滅して既に半世紀以上が経過しているため、現在ではあまり認知されていないが、戦前の日本サッカーの発展に大きな役割を果たした大会であった。

## 概要
当時、東京帝国大学の学生だった野津謙が、自身が所属した東京大学ア式蹴球部の強化のため発案したのが開催のきっかけである。それまで日本のサッカーは中等学校、師範学校が中心であったが、旧制高等学校でもサッカーが盛んになって来た当時の機運を捕らえ、野津は旧制高校の全国大会を開けば優秀な人材が東京帝大に集まるのでは、と考えた。旧制高校の卒業生は殆どが帝国大学へ進学したため、予想通りこの大会を主催した東京帝大に優秀な人材が集い、黄金時代を形成した。また、長きに渡りこの大会から大学サッカー界へ優秀な人材が送られ、草創期の各大学サッカー部の体制が整えられた他、大学サッカーの隆盛に貢献した。さらに、戦前の極東選手権大会、1936年ベルリンオリンピック代表選手もこの大会に出場した選手が中心となり、戦後もこの大会に関係した人物は日本サッカー協会の中心幹部・指導者として活躍した。

## 歴史
当初は、官立の高等学校だけでの開催予定であったが、早稲田大学の鈴木重義がこれに反発し、私立の早稲田高等学院を参加させた事で、私立高校や大学予科も含めた旧制高校の全国大会となった。開催にあたり万朝報社の後援を得た。会場は東京帝国大学や東京高等師範学校、京都の岡崎公園グラウンドなどで行われ、毎年年始の6日程度の日程で予選なしのトーナメント戦で優勝チームを決めた。主催は第4回までは東京帝大だったが、第5回大会からは東京帝大と京都帝大の東西両帝大主催となり、第6回大会からは東京と京都での隔年開催となった。
太平洋戦争開戦から間もない1942年の大会は実施はされたものの、東日本、西日本と別々に開催したため日本一を決めなかった事と、参加チーム、試合得点などに不明部分が多いためか参考記録となっている。戦時色濃厚となったこの年には、主催を両帝大蹴球部から、文部省並びに大日本体育振興会の主催と変え、全国高等学校体育大会の蹴球競技として夏にも開催された。日本一を決めたこちらの大会を正式な記録としている。こういう事情もあってか、この1942年大会以降は「第〇回大会」と銘打っていない。1943年には学徒体育訓練大会の蹴球競技となり開催予定であったが、学徒勤労動員の実施で無期延期となった。戦後は日本のサッカー界で最初の行事として復活。1946年の夏、全国4ヶ所で予選を行い秋に決勝を行った。旧制高校の最終年となった1948年の主催は、全国高等学校体育連盟及び日本蹴球協会となり、東大と京大は後援となった。秋に全参加チームを集めて大会が開催されその歴史に幕を降ろした。

## 備考
- 鈴木が私立の高等学校の参加を強く求めた（実際は野津の下宿に怒鳴り込んできた）のは母校の早稲田高等学院に実弟・鈴木義弘が在学中であったこともあると思われる。結果的に私立の高等学校や大学予科も参加した事で、このカテゴリーでの真の全国大会になったといえる。しかし私立大学予科の卒業生は、ほぼ系列の大学学部に進み、東京帝大には入ってこないので、東京帝大に人材を集めたいがために大会を発案した野津は、第1回、第2回大会を連覇した早高に「非常に困った。どうにかして負けてほしい」と願ったと本音を述べている。
- 早高のコーチはチョー・ディン。それ迄は無名だった私立の早高の優勝の陰にチョー・ディンの指導があったことが分かると山口高校や神戸一中もチョー・ディンにコーチを依頼した。1923年、関東大震災があり煉瓦造りだった蔵前の東京高等工業学校の校舎が全部崩壊し、授業再開の見通しが全くつかないこともあってチョー・ディンは全国の各学校を巡ってサッカーを指導、日本にショートパス戦法の型を確立していくこととなった。
- 第1回が開催された時、東京で正式の広さのある運動場は東京高等師範学校のグラウンドしかなかった。
- 第2回大会から秩父宮雍仁親王の台覧があった。
- 大会開催に尽力した野津、鈴木重義、新田純興らも競技審判などをした。また彼らと選手も年が近かったためか、出場選手の中にも競技顧問などをする者もいた。また選手OBの多くも役員としてその後の大会運営を手伝ったようである。
- 第6回大会から京都と東京の隔年開催となったのは、1925年に東京帝大蹴球部が京都に遠征し、京都帝国大学の蹴球部創部を祝福する親善試合を行った事を発端とする。これが現在も続く両大学の定期戦の始まりで、高等学校のア式蹴球大会も共催する事になったようである。しかしながら正月の京都は非常に寒い事が多く、吹雪、烈風、降雪などしばし悪コンディションに見舞われた。最初の京都開催になった第6回大会では、かつて経験した事がない程の寒さに目が見えなくなって、試合中反対方向に走ってしまう選手が出るような悲惨な状況となった。それでも試合が強行された事に対して当時のスポーツ誌から強い批判を受けた。
- 松山高校や第六高校が強かったのは、当時のサッカー先進地だった広島と兵庫の中等学校出身の選手が集結したため[1]。第一高校、第五高校、第六高校、松山高校、松江高校、広島高校、山口高校のサッカー部は、広島出身者の創部によるもの[2][3][4]。
- 竹腰重丸、手島志郎、若林竹雄、篠島秀雄、堀江忠男、加茂兄弟（加茂健・加茂正五）ら戦前の名選手の他、岡野良定、朝比奈隆、池島信平らもこの大会に出場した。第1回大会に出場した竹腰は、その後も最後の大会まで毎年、審判委員長、大会責任者などで運営に関わった。
- 最終の二大会を連覇した広島高校（現在の広島大学）に優勝カップが永久保管されている。
- 大会は1948年で消滅したが、1975年から旧制高校OBのインターハイ（SOI）が開催されている。

## 歴代優勝校
| 年度   | 回 | 優勝チーム               | 決勝戦                   | 準優勝チーム             | 開催地                   | 参加校                   |                          |
| ------ | -- | ------------------------ | ------------------------ | ------------------------ | ------------------------ | ------------------------ | ------------------------ |
| 1923年 | 1  | 早稲田高等学院           | 2-0                      | 山口高等学校             | 東京高師                 | 8                        |                          |
| 1924年 | 2  | 早稲田高等学院           | 3-1                      | 第八高等学校             | 東京高師                 | 11                       |                          |
| 1925年 | 3  | 松山高等学校             | 3-2                      | 山口高等学校             | 東京高師                 | 13                       |                          |
| 1926年 | 4  | 水戸高等学校             | 2-1                      | 広島高等学校             | 東京学習院               | 19                       |                          |
| 1927年 |    | 中止(大正天皇崩御のため) | 中止(大正天皇崩御のため) | 中止(大正天皇崩御のため) | 中止(大正天皇崩御のため) | 中止(大正天皇崩御のため) | 中止(大正天皇崩御のため) |
| 1928年 | 5  | 広島高等学校             | 8-1                      | 松山高等学校             | 東京帝大                 | 19                       |                          |
| 1929年 | 6  | 早稲田高等学院           | 3-2                      | 第六高等学校             | 京都帝大                 | 19                       |                          |
| 1930年 | 7  | 第一高等学校             | 5-1                      | 広島高等学校             | 東京帝大                 | 23                       |                          |
| 1931年 | 8  | 第六高等学校             | 1-0                      | 第一高等学校             | 京都岡崎                 | 19                       |                          |
| 1932年 | 9  | 水戸高等学校             | 2-0                      | 東京高等学校             | 東京帝大                 | 22                       |                          |
| 1933年 | 10 | 第六高等学校             | 2-1                      | 松山高等学校             | 京都岡崎                 | 21                       |                          |
| 1934年 | 11 | 第六高等学校             | 2-0                      | 東京高等学校             | 東京帝大                 | 24                       |                          |
| 1935年 | 12 | 第一高等学校             | 3-0                      | 第六高等学校             | 京都岡崎                 | 22                       |                          |
| 1936年 | 13 | 第六高等学校             | 5-1                      | 第二高等学校             | 東京帝大                 | 24                       |                          |
| 1937年 | 14 | 武蔵高等学校             | 2-0                      | 早稲田高等学院           | 京都岡崎                 | 25                       |                          |
| 1938年 | 15 | 広島高等学校             | 5-1                      | 東京高等学校             | 東京帝大                 | 27                       |                          |
| 1939年 | 16 | 第六高等学校             | 8-0                      | 第四高等学校             | 京都岡崎                 | 25                       |                          |
| 1940年 | 17 | 松山高等学校             | 4-3                      | 第六高等学校             | 東京帝大                 | 25                       |                          |
| 1941年 | 18 | 第六高等学校             | 3-1                      | 松山高等学校             | 京都帝大                 | 26                       |                          |
| 1942年 |    | 第五高等学校             | 1-0                      | 広島高等学校             | 第一高校他               | 25                       |                          |
| 1943年 |    | 中止(戦争のため)         | 中止(戦争のため)         | 中止(戦争のため)         | 中止(戦争のため)         | 中止(戦争のため)         | 中止(戦争のため)         |
| 1944年 |    | 中止(戦争のため)         | 中止(戦争のため)         | 中止(戦争のため)         | 中止(戦争のため)         | 中止(戦争のため)         | 中止(戦争のため)         |
| 1945年 |    | 中止(戦争のため)         | 中止(戦争のため)         | 中止(戦争のため)         | 中止(戦争のため)         | 中止(戦争のため)         | 中止(戦争のため)         |
| 1946年 |    | 第六高等学校             | 5-1                      | 第一高等学校             | 京都帝大他               | 28                       |                          |
| 1947年 |    | 広島高等学校             | 3-2                      | 静岡高等学校             | 東京大学他               | 30                       |                          |
| 1948年 |    | 広島高等学校             | 2-1                      | 姫路高等学校             | 京都大学他               | 22                       |                          |